# Telangana
Telangana (język telugu: తెలంగాణ; urdu:تلنگانہ) – stan w południowo-wschodnich Indiach, powstały 2 czerwca 2014 r. przez oddzielenie 10 dystryktów ze stanu Andhra Pradesh. Położony jest na płaskowyżu dekańskim. Przecinają go rzeki Kryshna i Godawari. Stolicą stanu jest Hajdarabad, przez 10 lat to miasto ma być równocześnie stolicą stanu Andhra Pradesh.

## Historia
Region Telangany był ośrodkiem władzy kilku dynastii, takich jak Satawahana czy Kakatija. Na początku XIV wieku Telangana, tak jak większość Indii, uległa podbojowi muzułmańskiemu i na krótko została podporządkowana władzy Sułtanatu Delhijskiego. Po jego dezintegracji najpierw była częścią Sułtanatu Bahmanidów (od połowy XIV do początku XVI wieku), a następnie mniejszych sułtanatów dekańskich (XVI-XVII wiek). Pod koniec XVII wieku podbita przez Aurangzeba i włączona do Państwa Wielkich Mogołów. Na początku XVIII wieku w czasie dezintegracji ich imperium, Hajdarabad był siedzibą niezależnego państwa muzułmańskich nizamów. Nizamowie uznali brytyjską zwierzchność w 1798 roku w zamian zachowując część władzy i bogactw. Hajdarabad funkcjonował jako półautonomiczne księstwo aż do uzyskania przez Indie niepodległości w 1947 roku. Ówczesny władca nie chciał włączyć swych ziem do zjednoczonych Indii, ale we wrześniu 1948 roku wojska indyjskie zajęły siłą jego państwo.
Po zjednoczeniu z Indiami obszary telugujęzyczne były pierwotnie podzielone administracyjnie pomiędzy Telanganę, czyli dawne posiadłości nizamów Hajdarabadu, a stan Madras. W grudniu 1953 po decyzji reorganizacji podziału administracyjnego na podstawie językowej, zjednoczono obszary z przewagą ludności posługującej się językiem telugu, tworząc stan Andhra Pradesh.

## Kwestia utworzenia stanu Telangana
Niechęć do fuzji Telangany z pozostałymi obszarami telugujęzycznymi istniała od momentu utworzenia Andhra Pradesh, jednak kwestia ponownego podziału stała się bardziej realistyczna w latach 90, kiedy to Indyjska Partia Ludowa obiecała stworzenie osobnego stanu Telengana po dojściu do władzy. Istotnie, zgodnie z obietnicami IPL utworzyła nowe stany Jharkhand, Chhattisgarh i Uttarakhand w roku 2000, jednakże nie powiodło się utworzenie stanu Telengana ze względu na sprzeciw koalicjanta IPL, Telugu Desam Party.
9 grudnia 2009 roku rząd indyjski zgodził się na zainicjowanie procesu stworzenia nowego stanu Telangana po podjęciu takiej decyzji przez Zgromadzenie Narodowe stanu Andhra Pradesh, jednakże 23 grudnia 2009 roku odroczył procedury do momentu uzyskania konsensusu.
W lipcu 2013 roku komitet wykonawczy rządzącego w Indiach Kongresu Narodowego wystosował do rządu rekomendację utworzenia nowego stanu Telangany. 3 października rząd Indii zaaprobował utworzenie nowego stanu, a 5 grudnia rząd przesłał projekt ustawy o utworzeniu nowego stanu z 10 dystryktów stanu Andhra Pradesh (stolicą obu stanów przez okres do 10 lat będzie Hajdarabad) do prezydenta celem konsultacji. Ostateczną wersję ustawy rząd przesłał do parlamentu 7 lutego 2014 Lok Sabha (izba niższa indyjskiego parlamentu federalnego) przyjęła ustawę 18 lutego, zaś 20 lutego przyjęła ją Rajya Sabha (izba wyższa). Prezydent ustawę podpisał 1 marca, a 4 marca rząd zdecydował, na podstawie zapisów z tej ustawy, że dniem utworzenia stanu Telangana będzie 2 czerwca 2014 roku.

## Podział terytorialny

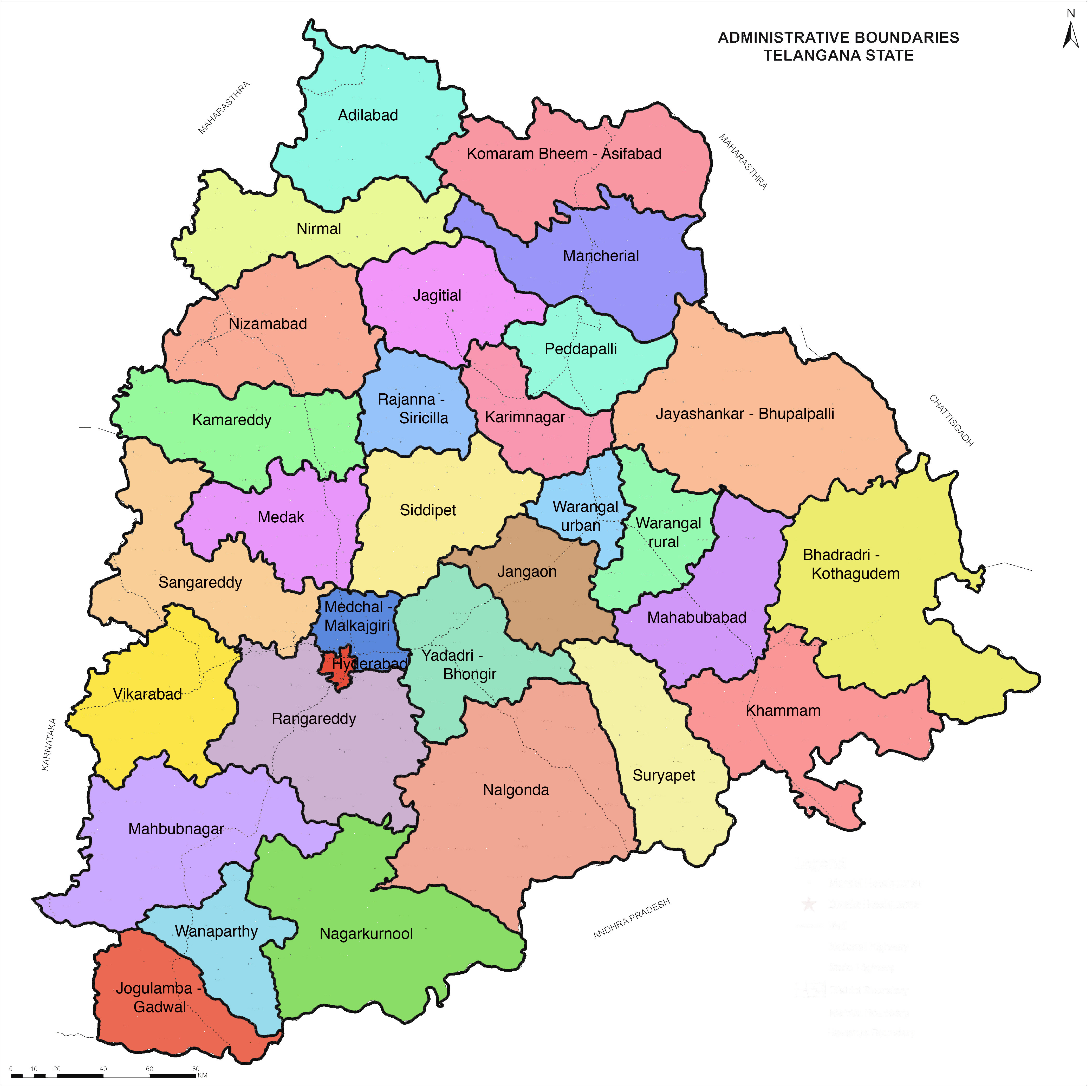
Mapa dystryktów stanu Telangana po reformie w 2016 roku

W skład stanu Telangana wchodzi 31 dystryktów:
| 1. Adilabad 2. Bhadradri Kothagudem 3. Hyderabad 4. Jagtial 5. Jangaon 6. Jayashankar Bhupalpally 7. Jogulamba Gadwal 8. Kamareddy 9. Karimnagar 10. Khammam 11. Komaram Bheem Asifabad | 1. Mahabubabad 2. Mahbubnagar 3. Mancherial 4. Medak 5. Medchal 6. Nagarkurnool 7. Nalgonda 8. Nirmal 9. Nizamabad 10. Peddapalli | 1. Rajanna Sircilla 2. Rangareddi 3. Sangareddy 4. Siddipet 5. Suryapet 6. Vikarabad 7. Wanaparthy 8. Warangal wiejski 9. Warangal miejski 10. Yadadri Bhuvanagiri |  |